# Begonia koralowa

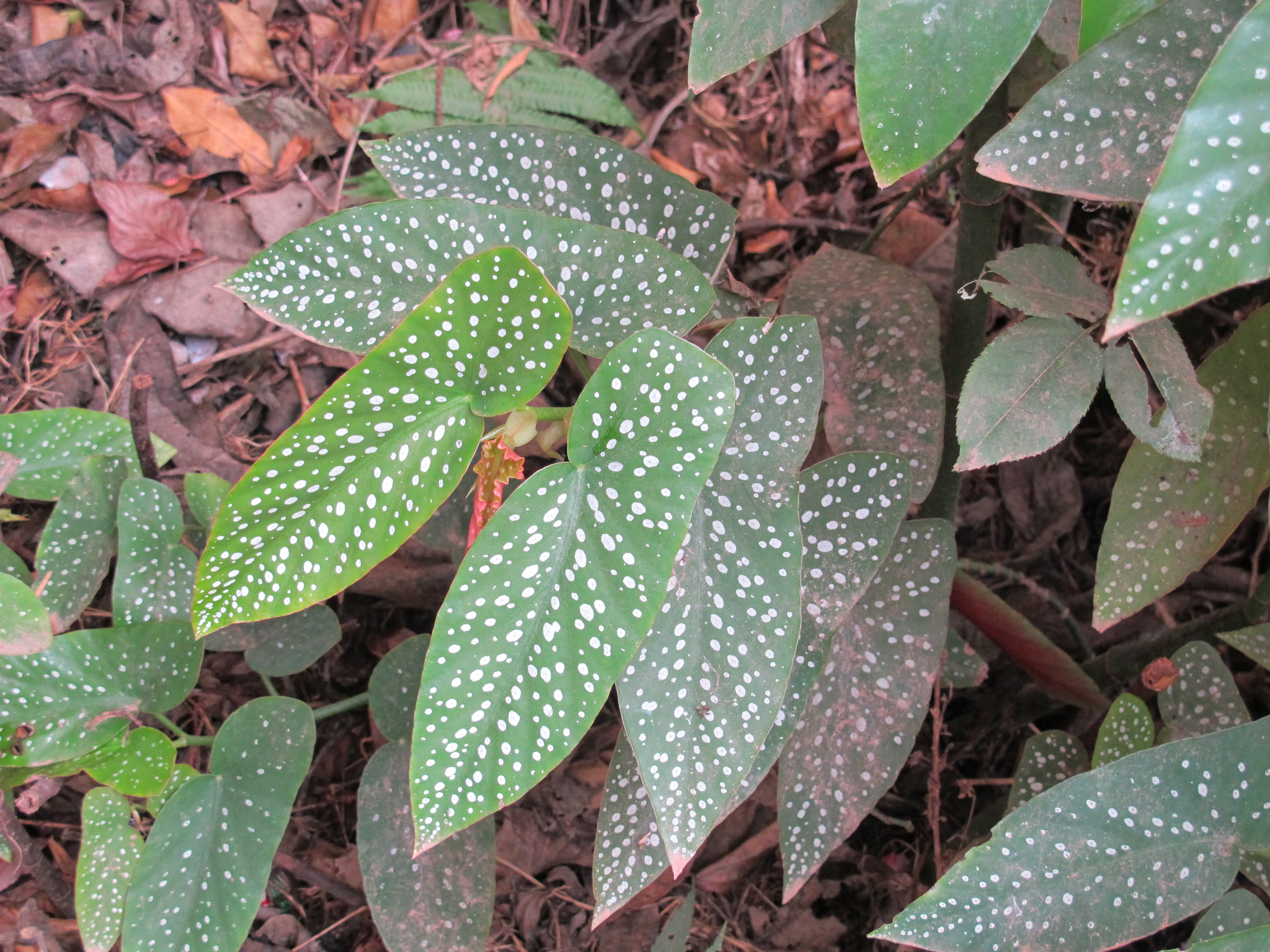
Pokrój

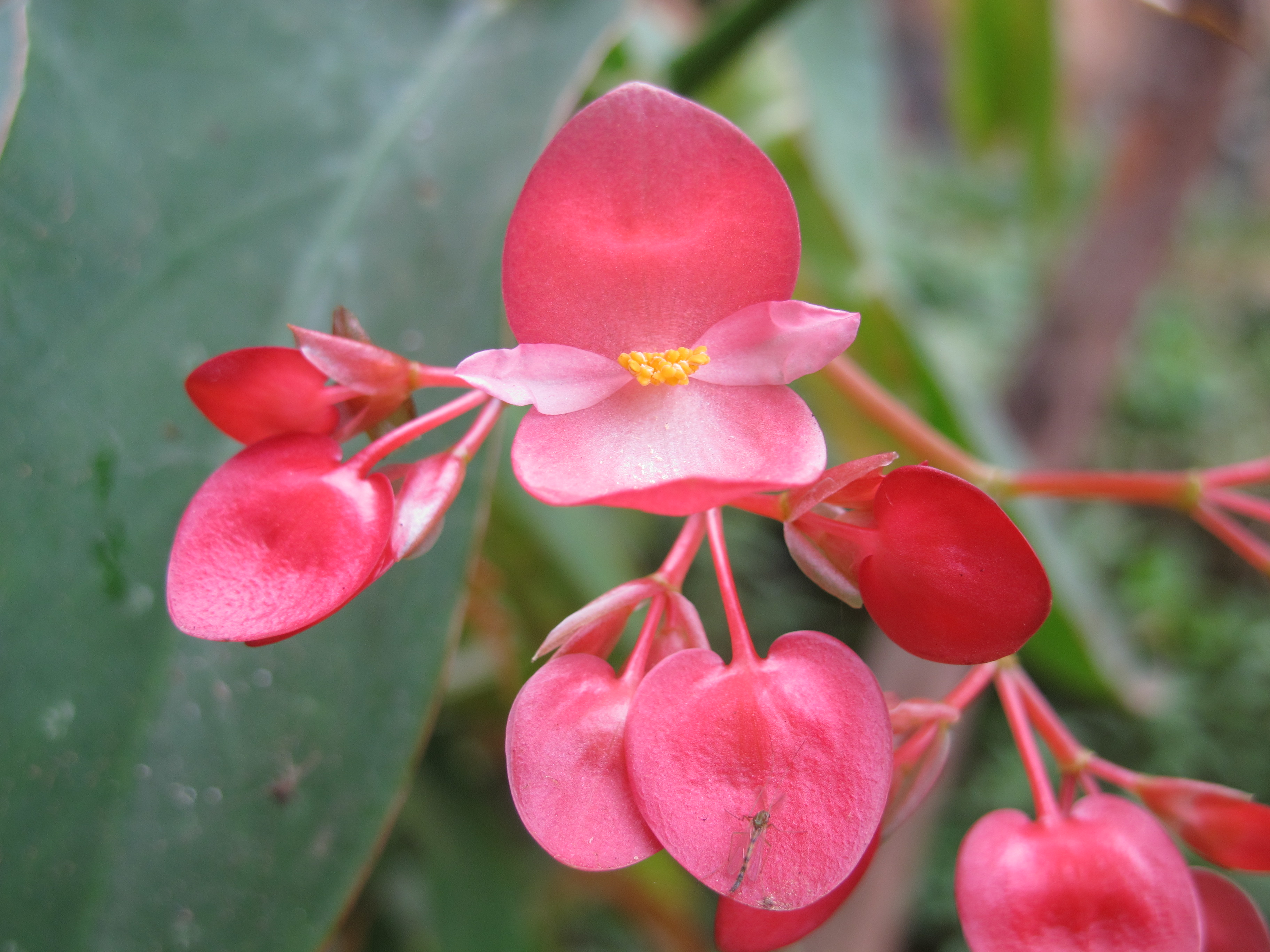
Kwiaty

Begonia koralowa, begonia plamista (Begonia maculata) – gatunek rośliny z rodziny begoniowatych. Zasięg obejmuje południową Brazylię oraz prowincję Misiones w Argentynie. W uprawie rozpowszechniona jest odmiana uprawna 'Luzerna', uznawana za jedną z najbardziej odpornych, a przy tym ozdobnych zarówno z liści, jak i kwiatów.

## Morfologia
ŁodygaGruba, naga, rozgałęziająca się, dołem często drewniejąca. Jej wysokość może dochodzić nawet do 2 m.
LiścieDuże (do 35 cm długości i 15 cm szerokości), gładkie, błyszczące, sercowatolancetowate i niesymetryczne – jedna strona blaszki liściowej jest większa od drugiej. U wielu odmian na liściach występują charakterystyczne białe plamy tworzące marmurkowaty wzór. Spodnia strona liści często bywa wybarwiona na czerwono.
KwiatyDość duże, białe lub czerwone (w zależności od odmiany), zebrane w zwisające grona. Są rozdzielnopłciowe – oddzielnie wyrastają kwiaty męskie i żeńskie. Nie pachną.

## Zastosowanie
Roślina ozdobna. Łatwa w uprawie. W Polsce jest uprawiana jako ozdobna roślina doniczkowa w palmiarniach i w mieszkaniach. Należy do grupy begonii o ozdobnych liściach i kwiatach. Jest byliną i może być uprawiana przez wiele lat, jednak uprawiana w mieszkaniach begonia po 2–3 latach traci ładny wygląd, gdyż jej pędy od dołu ogałacają się z liści. Należy ją więc odnawiać z wcześniej przygotowanych sadzonek.

## Uprawa
- Wymagania: Lubi ziemię przewiewną, lekką. Najlepsza jest standardowa ziemia torfowa. Wymaga minimalnej temperatury 13 °C w zimie i 15 °C w lecie. Należy ją trzymać w miejscu dobrze naświetlonym, ale nie bezpośrednio na słońcu. Dobrze rośnie w małej doniczce, gdy jednak staje się zbyt ciasna, należy roślinę na wiosnę przesadzić do doniczki większej o jeden numer.
- Pielęgnacja: Podlewać należy wodą bezwapniową, nie zwilżając przy tym liści; latem dwa razy w tygodniu, zimą co 7–10 dni. Od kwietnia do września należy roślinę zasilać rozcieńczonym nawozem wieloskładnikowym. Gdy powietrze jest nadmiernie suche liście należy zraszać. Jeżeli pędy nadmiernie się wyciągają i nie rozgałęziają, należy obrywać wierzchołki wzrostu − wówczas roślina będzie się bardziej rozgałęziała. Nie należy nabłyszczać liści.
- Rozmnażanie: Najłatwiej rozmnażać ją przez sadzonki pędowe, które przygotowuje się późną wiosną i ukorzenia w temperaturze ok. 21 °C. Można ją rozmnażać także z sadzonek liściowych.